# جزر تاياندو

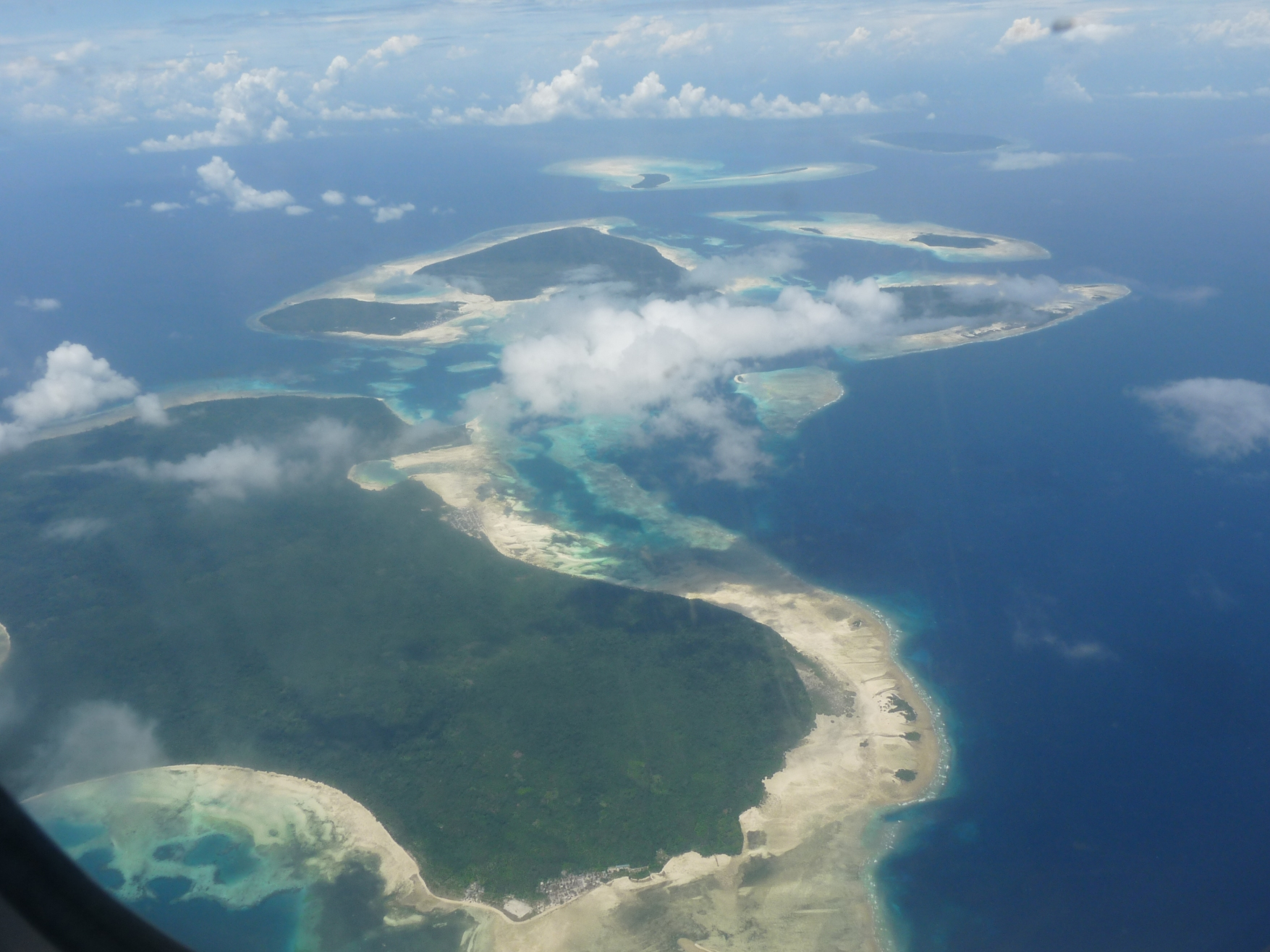
منظر لجزر تاياندو كما تظهر من الجو من طائرة كانت تحلق بين جزر كاي وجزيرة أمبون. قرية يامرو في جزيرة تاياندو في المقدمة، بالإضافة إلى جزر والير وهينيار الأصغر نسبياً (وتظهر قرية يامتيل) في الوسط بينما جزيرة تآم تظهر على أنها أكبر الجزيرات وضوحاً بعيدة في أعلى اليمين

جزر تاياندو هي مجموعة من الجزر المنخفضة الواقعة غرب جزر كاي الأكبر نسبياً في جزر الملوك في إندونيسيا، وهي تتبع مقاطعة مالوكو.
المجموعة الرئيسية تتكون من الجزر التالية:
- جزيرة تاياندو (تضم قرى: يامرو واوهويل)
- جزيرة والير
- جزيرة هينيار (تقع فيها جزيرة تاياندو يامتيل)

ومن الجزيرات الصغيرة:
- جزيرة تآم (تقع في أقصى جنوب المجموعة)
- جزيرة نوسرين (تحتوي على بحيرة كبيرة الرملية)
- جزيرة مانجور
- جزيرة كور
- جزيرة كيمير

إضافة إلى الجزيرات الصغيرة الأخرى